# Glenrock (Wyoming)
Glenrock es un pueblo ubicado en el condado de Converse en el estado estadounidense de Wyoming. En el año 2010 tenía una población de 2576 habitantes y una densidad poblacional de 515 personas por km².

## Geografía

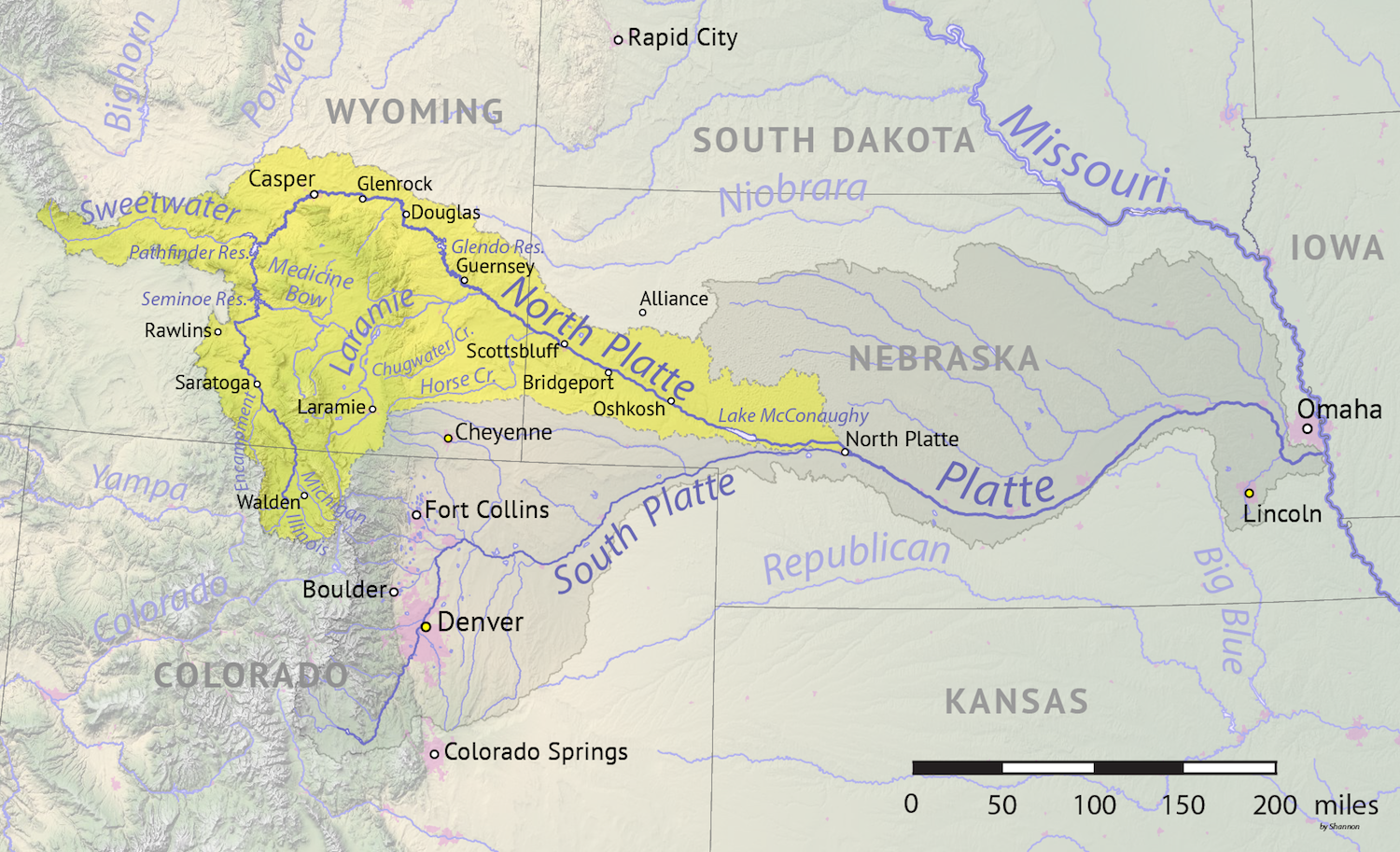
Mapa del río Platte Norte (una de las fuentes del río Platte) en el que aparece Glenrock, entre Casper y Douglas

Glenrock se encuentra ubicado en las coordenadas 42°51′25.57″N 105°51′39.1″O / 42.8571028, -105.860861, a la orilla del río Platte Norte, que es una de las fuentes del Platte, afluente del Misisipi. Según la Oficina del Censo, la localidad tiene un área total de 5 km² (1,9 mi²), de la cual 5 km² (1,9 mi²) es tierra y 0 km² (0 mi²) (0.0%) es agua.

### Localidades adyacentes
El siguiente diagrama muestra a las localidades en un radio de 40 kilómetros (24,9 mi) de Glenrock.

## Demografía
En el 2000 la renta per cápita promedia del hogar era de $32.300, y el ingreso promedio para una familia era de $40.927. El ingreso per cápita para la localidad era de $17.088. En 2000 los hombres tenían un ingreso per cápita de $32.778 contra $18.795 para las mujeres. Alrededor del 13.0% de la población estaba bajo el umbral de pobreza nacional.
| 1920  | 1930 | 1940  | 1950  | 1960  | 1970  | 1980  | 1990  | 2000  | 2010  |
| ----- | ---- | ----- | ----- | ----- | ----- | ----- | ----- | ----- | ----- |
| 1.003 | 810  | 1.014 | 1.110 | 1.584 | 1.515 | 2.736 | 2.153 | 2.231 | 2.576 |